# Halieutaea indica
Halieutaea indica is een straalvinnige vissensoort uit de familie van vleermuisvissen (Ogcocephalidae). De wetenschappelijke naam van de soort is voor het eerst geldig gepubliceerd in 1910 door Annandale & Jenkins.